# Spencer Bachus
Spencer Thomas Bachus III mais conhecido como Spencer Bachus (Birmingham, 28 de dezembro de 1947) é um político norte-americano com base eleitoral no Alabama, membro do Partido Republicano, e membro da Câmara dos Representantes dos Estados Unidos desde 1993, representando o 6º Distrito Congressional do Alabama, que inclui subúrbios de Birmingham e Tuscaloosa.

## Biogafia
Bachus nasceu em Birmingham no Alabama, é filho de Edith Wells e Thomas Spencer Bachus. Graduou-se em 1969 na Auburn University, onde se tornou membro da fretarnidade Phi Kappa Tau. Serviu durante a Guerra do Vietnã na Guarda Nacional do Alabama entre 1969 a 1971. Formou-se em Direito pela Universidade do Alabama em 1972.  
Bachus é casado Linda  com quem tem cinco filhos. 
Bachus foi eleito para o Senado do Alabama em 1983, e foi membro da câmara dos representantes  do Alabama por dois mandatos entre 1984 a 1987. Bauschus concorreu sem sucesso a procurador-geral do Alabama em 1990, em 1991 a 1992 foi presidente do partido republicano do Alabama. 